# Geophila pilosa
Geophila pilosa là một loài thực vật có hoa trong họ Thiến thảo. Loài này được H.Pearson mô tả khoa học đầu tiên năm 1901.